# Quadruple Alliantie (1814)

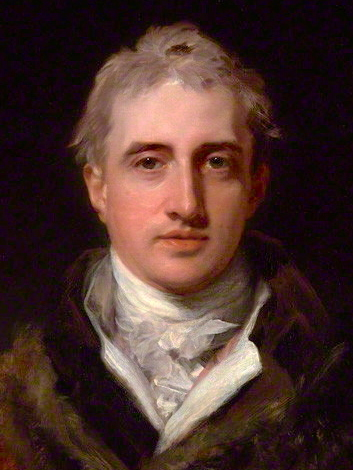
De Britse minister van buitenlandse zaken Castlereagh nam het initiatief tot de Quadruple Alliantie

De Quadruple Alliantie ("viervoudig bondgenootschap"), ook wel de Grote Alliantie of het Europese Concert genoemd, was een antirevolutionair bondgenootschap van de Europese grootmachten Groot-Brittannië, Oostenrijk, Pruisen en Rusland tussen 1814 en 1822. Het bondgenootschap werd de Quintuple Alliantie ("vijfvoudig bondgenootschap", ook wel Pentarchie) genoemd nadat ook  Frankrijk zich in 1818 aansloot.
Naast de Quadruple Alliantie werd ook een tweede bondgenootschap in het leven geroepen door tsaar Alexander I van Rusland, de Heilige Alliantie. Deze alliantie, bestaande uit Oostenrijk, Pruisen en Rusland, werd gevormd in september 1815. In 1818 trad ook Frankrijk toe.

## Situering
De Quadruple Alliantie werd op aandringen van Castlereagh gevormd in maart 1814 door de geallieerde mogendheden in de Zesde Coalitie tegen het Franse Keizerrijk van Napoleon Bonaparte. Het vond zijn neerslag in het Verdrag van Chaumont. Het doel was om na de nederlaag van Napoleon de oude orde te herstellen en de stabiliteit van Europa te garanderen, zo nodig met militaire middelen. Het bondgenootschap werd verder geformaliseerd door een alliantieverdrag bij de Vrede van Parijs op 20 november 1815.
Om Europa opnieuw te verdelen en de vrede en het machtsevenwicht te bewaren werd een systeem van congressen in het leven geroepen, beginnend met het Congres van Wenen (1814-1815), waarbij onder meer het hedendaagse Nederland en België werden verenigd tot het Verenigd Koninkrijk der Nederlanden. Verdere congressen volgden in 1818 (het Congres van Aken), 1820 (het Congres van Troppau), 1821 (het Congres van Laibach) en 1822 (het Congres van Verona).
Hoewel de alliantie werd gevormd op initiatief van de Britse minister van buitenlandse zaken Castlereagh, was Groot-Brittannië steeds meer gekant tegen gezamenlijke actie door de alliantie, zoals het neerslaan van de liberale revolutie in Napels in 1820 en militaire inmenging in de Griekse Onafhankelijkheidsoorlog.
Bij het Congres van Verona in oktober 1822 weigerden de Britten om hun goedkeuring te geven aan een Franse invasie van Spanje om de  reactionaire koning Ferdinand VII, die door liberale opstandelingen was verdreven, op de troon te herstellen. Door deze Britse weigering viel de Quadruple Alliantie uiteen. Frankrijk viel in 1823 alsnog Spanje binnen en herstelde Ferdinand VII op de Spaanse troon. De dood van tsaar Alexander I in 1825 betekende het definitieve einde voor zowel de Quadruple Alliantie als de Heilige Alliantie.
In 1834 werd een nieuwe Quadruple Alliantie gevormd tussen Groot-Brittannië, Frankrijk, Spanje en Portugal om de onafhankelijkheid van België te garanderen en koningin-regentessen Isabella II van Spanje en Maria II van Portugal te steunen tegen troonpretendenten.
De vrede en samenwerking tussen de Europese grootmachten zou standhouden tot  1853. In dat jaar brak de Krimoorlog uit, waarbij Rusland tegenover onder andere Groot-Brittannië en Frankrijk stond. Ook braken in een groot deel van Europa liberale revoluties uit tegen de oude orde (zie Revolutiejaar 1848).